# 껀터 FC
꺼우락 보봉 다쏘쏘끼엔티엣 껀터(베트남어: Câu lạc bộ Bóng đá Xổ số Kiến thiết Cần Thơ)는 베트남 껀터를 연고로 하는 축구 클럽이다. 2018년 현재 V리그 1에 참여하고 있다. 구단명 앞의 XSKT(베트남어: Xổ số Kiến thiết)를 뜻하는 것은 "주택청약복권"이다.
1996년 V리그에 처음으로 참여하였으나, 첫 시즌 곧바로 강등되었다. 이 후 3년간 지역리그에 참여하다가, 2001년 다시 V리그 2에 참여하며, 전국 대회에 돌아왔다. 2014년 V리그 1으로의 승격에 성공하였다.